# Onthophagus lannamiibun
Onthophagus lannamiibun là một loài bọ cánh cứng trong họ Bọ hung (Scarabaeidae).